# Chelicerca chamelaensis
Chelicerca chamelaensis är en insektsart som beskrevs av Mariño och Márquez 1982. Chelicerca chamelaensis ingår i släktet Chelicerca och familjen Anisembiidae. Inga underarter finns listade i Catalogue of Life.